# Lar da Terceira Idade Padre Joaquim Ferreira
O Lar da Terceira Idade Padre Joaquim Ferreira é uma instituição religiosa de apoio social, situada perto da cidade de Caracas, na Venezuela.

## Descrição
O lar está situado na Urbanização Los Anaucos, perto da capital venezuelana, a cidade de Caracas, e presta apoio à população idosa carenciada de nacionalidade portuguesa no Estado de Miranda. Tem capacidade para acolher uma centena de pessoas, tendo em 2016 alojado 56 idosos, e 80 em 2018. Um dos serviços prestados aos residentes no lar é do do corte de cabelo. O complexo ocupa uma área de 16 mil metros quadrados, dos quais cinco mil são de construção. O restante espaço é para espaços abertos, como jardins. No lar são organizados vários eventos para residentes e visitantes, como o Dia da Avó, Páscoa e Natal.

## História
O Lar tem o nome de um padre português que serviu na cidade de Caracas. Foi inaugurado em 2014, no âmbito das comemorações do Dia de Portugal, de Camões e das Comunidades Portuguesas, celebrado em 10 de Junho. Foi organizado por iniciativa do Comité de Damas Portuguesas, uma organização de beneficência social.
Na Década de 2010, a Venezuela entrou numa grave crise económica, tendo-se verificado uma grande regressão no número de lares de terceira idade em Caracas, sobrando, em 2018, apenas dez dos antigos oitenta. A crise também atingiu o Lar Padre Joaquim Ferreira, que assistiu a uma grande redução no número de mecenas, enquanto que a hiperinflação reduziu a capacidade financeira para pagar salários e obras, e adquirir medicamentos, alimentos, transportes e outros serviços. Apesar dos problemas financeiros, o lar continuou a funcionar, devido em grande parte à dedicação dos seus funcionários, voluntários e outras pessoas ligadas à organização, como cinco irmãs da Congregação Marta e Maia, baseada na Guatemala. A instituição também começou a sofrer de graves falhas estruturais, como problemas nas canalizações e elevadores avariados, que obrigavam à deslocação dos idosos em cadeiras de rodas através de rampas. Outras instituições de caridade social na Venezuela, de nacionalidade italiana ou espanhola, estavam a ser apoiadas pelos seus governos através de subsídios fixos, tendo o lar feito, em Dezembro de 2017, uma candidatura a um programa do governo português, que no entanto não chegou a ser aprovada. Outro problema que também atingiu a instituição foi a saída em massa de profissionais qualificados do país.
Em Junho de 2019, o secretário de Estado das Comunidades Portuguesas, José Luís Carneiro, entregou um cheque ao Lar Padre Joaquim Ferreira, no valor de 42 mil dólares, correspondente a cerca de 37 mil Euros. Este donativo serviu para apoiar as funções do lar, incluindo a reabilitação, a alimentação, e a valorização de ofícios tradicionais. Durante uma visita ao lar, José Luís Carneiro referiu que era uma das mais importantes organizações portuguesas de apoio social, especialmente devido à sua função como suporte para a população idosa. O secretário de estado aconselhou a elaboração de um projecto e orçamento, de forma a poderem ser auxiliados pelo governo português. Esta visita foi feita no âmbito de uma viagem de três dias de José Luís Carneiro à Venezuela, de forma a melhor conhecer e apoiar a comunidade luso-venezuelana, tendo distribuído apoios a várias instituições de caridade naquele país.
Uma grande parte dos donativos para o lar provinham do Arquipélago da Madeira, tanto do governo regional e das autarquias como de privados, em nome individual ou de empresas. Outros importantes apoios vieram da delegação de Caracas da Academia do Bacalhau, de grupos de supermercados que forneciam comida, e dos grupos Virgen de Fátima e Charallave.